# D-アラニン-(R)-乳酸リガーゼ
D-アラニン-(R)-乳酸リガーゼ(D-alanine—(R)-lactate ligase、EC 6.1.2.1)は、以下の化学反応を触媒する酵素である。
D-アラニン + (R)-乳酸 + ATP {\displaystyle \rightleftharpoons } D-アラニル-(R)-乳酸 + ADP + リン酸
系統名は、D-アラニン:(R)-乳酸リガーゼ (ADP形成)(D-alanine:(R)-lactate ligase (ADP-forming))である。
この酵素の生成物は、通常のようにジペプチドであるD-アラニル-D-アラニンではなく、ペプチドグリカンのペンタペプチドに取り入れられる。